# BetterHelp
BetterHelp est une entreprise américaine spécialisée dans la thérapie en ligne, proposant une plateforme de soutien en santé mentale qui offre des services de conseil et de thérapie en ligne, accessible via son site internet ou son application mobile. Les thérapies se font en général par visioconférence, téléphone ou messages écrits.

## Histoire
BetterHelp a été fondée en 2013. En 2015, l’entreprise a été rachetée par Teladoc, une société de télésanté qui fournit des services de télémédecine depuis 2002. Teladoc a acquis BetterHelp pour 3,5 millions de dollars en espèces, ainsi qu’un engagement de paiement différé d’un million de dollars, avec un accord prévoyant des paiements annuels aux vendeurs équivalant à 15 % du chiffre d’affaires net total généré par l’activité de BetterHelp au cours de chacune des trois années suivantes.

### Services
Aux États-Unis, le réseau de professionnels de BetterHelp est composé de psychologues agréés, d’assistants sociaux cliniciens, de thérapeutes conjugaux et familiaux, ainsi que de conseillers professionnels certifiés. Chaque intervenant détient au minimum un diplôme de niveau master ou doctorat, ainsi qu’une expérience clinique d’au moins trois ans et 1 000 heures de pratique. Les prestataires sont sélectionnés à l’issue d’un processus de vérification incluant la validation des licences professionnelles et un examen de cas clinique, examiné par un clinicien agréé. BetterHelp propose exclusivement des services de thérapie individuelle. Ses filiales, Regain et Teen Counseling, sont spécialisées respectivement dans la thérapie de couple et la thérapie pour adolescents.
Après l’inscription, l’utilisateur se voit attribuer une « salle » virtuelle discrète, où il peut échanger des messages, discuter en direct et planifier des séances vidéo ou téléphoniques avec un thérapeute. Les membres peuvent envoyer des messages depuis n’importe quel appareil connecté à Internet. L’abonnement inclut généralement quatre séances de thérapie en direct par mois.